# Тиберий Клавдий Нерон (консул)
Тибе́рий Кла́вдий Неро́н (лат. Tiberius Claudius Nerō; III—II века до н. э.) — римский военачальник и политический деятель из патрицианского рода Клавдиев, консул 202 года до н. э. Известен главным образом своей попыткой отобрать у Публия Корнелия Сципиона командование в Африке на заключительном этапе Второй Пунической войны.

## Происхождение
Тиберий Клавдий принадлежал к одному из самых знатных и влиятельных патрицианских родов Рима, имевшему сабинское происхождение. Первым носителем когномена Нерон стал дед Тиберия Клавдия, тоже Тиберий, младший из сыновей Аппия Клавдия Цека. Отец консула 202 года, Публий Клавдий Нерон, ничем себя не проявил. Родным младшим братом Тиберия Младшего был Аппий, занимавший претуру в 195 году до н. э., двоюродным братом — Гай Клавдий Нерон, консул 207 года до н. э., сыгравший ключевую роль в уничтожении армии Гасдрубала Баркида.
В несколько более далёком родстве Тиберий Клавдий состоял со старшей ветвью рода — Клавдиями Пульхрами. Консул 212 года до н. э. приходился ему двоюродным дядей.

## Биография
Тиберий Клавдий был претором в 204 году до н. э. Его провинцией стала Сардиния. Клавдий успешно снабжал армию Сципиона в Африке. В 202 году до н. э. он получил консульство, коллегой по которому стал Марк Сервилий Пулекс Гемин.
Оба консула претендовали на командование в Африке, где предстояла решительная битва с Ганнибалом. Народное собрание высказалось за то, чтобы продолжил командовать Сципион. Тем не менее консулы по распоряжению сената бросили жребий, и Африка досталась Тиберию Клавдию. Он получил 50 квинкверем и приказ высадиться в Африке, где его полномочия были бы теми же, что и у Сципиона. Ещё до того, как флот Клавдия был готов к отплытию, пришло известие о разгроме Ганнибала при Заме. Сципион получил все полномочия, необходимые для заключения мира, и поэтому Клавдий не торопился начинать свою экспедицию. Ему всё же пришлось ускорить подготовку по приказу сената, когда военные действия возобновились. Он проплыл вдоль побережья Корсики и Сардинии, но его флот пострадал из-за двух штормов и был вынужден остановиться для ремонта в Каралах. Зимой Клавдий, полномочия которого не были продлены на следующий год, вернулся в Рим со своими кораблями уже частным человеком.
Деятельность Нерона стала одним из факторов, подтолкнувших Сципиона к скорейшему заключению мира с Карфагеном на относительно мягких условиях. Согласно Ливию, Сципион позже неоднократно говорил, что Тиберий Клавдий и один из консулов 201 года до н. э. Гней Корнелий Лентул помешали ему закончить войну разрушением Карфагена.
Под 172 годом до н. э. у Полибия и Ливия упоминается Тиберий Клавдий Нерон, который отправился с дипломатической версией на Восток или со Спурием Постумием Альбином Павлулом, или с Марком Децимием. Т. Броутон в своём классическом справочнике допускает возможность отождествления этого Нерона как с консулом 202 года до н. э., так и с претором 178 года; при этом авторы энциклопедии Паули-Виссова остановились на втором варианте
Задачей послов было посетить ряд союзных государств перед началом войны с Македонией, чтобы убедиться в прочности их дружбы с Римом. Клавдий и Децимий побывали на Крите, на Родосе, встретились с Эвменом Пергамским на Эгине, с Антиохом IV в Сирии и с Птолемеем Филометором в Александрии. Все переговоры прошли успешно; только верность родосцев оказалась под сомнением.
Дату смерти Тиберия Клавдия источники не сообщают.